# Cútar (kommunhuvudort)
Cútar är en kommunhuvudort i Spanien.   Den ligger i provinsen Provincia de Málaga och regionen Andalusien, i den södra delen av landet, 400 km söder om huvudstaden Madrid. Cútar ligger 296 meter över havet och antalet invånare är 638.
Terrängen runt Cútar är kuperad, och sluttar österut. Runt Cútar är det tätbefolkat, med 356 invånare per kvadratkilometer. Närmaste större samhälle är Vélez-Málaga, 12,4 km sydost om Cútar. Trakten runt Cútar består till största delen av jordbruksmark.